# Ридштадт
Ридштадт (нем. Riedstadt) — город в Германии, в земле Гессен. Подчинён административному округу Дармштадт. Входит в состав района Грос-Герау.  Население составляет 21 478 человек (на 31 декабря 2010 года). Занимает площадь 73,76 км². Официальный код — 06 4 33 011.